# Rampurwa
Rampurwa (nep. रामपुर्वा)  – gaun wikas samiti w środkowej części Nepalu w strefie Narajani w dystrykcie Bara. Według nepalskiego spisu powszechnego z 2001 roku liczył on 728 gospodarstw domowych i 4459 mieszkańców (2218 kobiet i 2241 mężczyzn).